# 四齒七鰓鰻屬
四齒七鰓鰻屬，是七鰓鰻目七鰓鰻科的一屬。是墨西哥南部的莱尔马河-查帕拉湖流域的特有属。属内的两个物种都是受威胁物种。

## 分类
根据FishBase，该属中有两个公认的物种。有时会包括在七鰓鰻屬中。
- 雙生四齒七鰓鰻(Tetrapleurodon geminis)
- 棕色四齒七鰓鰻(Tetrapleurodon spadiceus)